# Ward Bingley
Ward Bingley (Rotterdam, gedoopt 27 januari 1757 – Den Haag, 26 juni 1818) was een Nederlands toneelspeler, toneelschrijver, vertaler en theaterdirecteur, die achtereenvolgens in Rotterdam, Amsterdam en Den Haag actief was. Met zijn collega's Theo Majofski, Andries, Helena en Anna Maria Snoek, Geertruida Jacoba Hilverdink en Johanna Cornelia Wattier behoorde hij tot de bekendste acteurs van het classicistische toneel, dat in deze periode tot grote bloei kwam. Bingley werd omschreven als een ontwikkeld man, met een rijzige gestalte, klassieke gelaatstrekken, een doordringende blik, een levendige mimiek en een zware, rauwe stem. Dat laatste beperkte hem enigszins in zijn rollen.

## Biografische schets
Ward Bingley werd in 1756 in Rotterdam geboren als zevende kind van tweede-generatie Engelse immigranten, die sinds 1722 in Rotterdam woonden. Zijn vader, William Bingley, kwam uit een presbyteriaans gezin. Samen met zijn broer Richard dreef hij een florerende wijnhandel. Zijn moeder, Anna Stanton, was een dochter van katholieke Engelse immigranten. Ward werd evenals zijn broers en zussen presbyteriaans gedoopt en was voorbestemd om de wijnhandel in te gaan, waarvoor hij in de leer ging, eerst bij zijn vader, daarna bij zijn oom Frederik Stanton, die ook wijnhandelaar was. In 1771 werd het familiebedrijf om onbekende redenen verkocht en verlieten de Bingleys de Republiek der Zeven Verenigde Nederlanden. De veertienjarige Ward bleef in Rotterdam achter.
Mogelijk kende Bingley de familie Snoek, die eveneens in de Rotterdamse wijnhandel actief was, en waarvan de oudste kinderen Helena en Andries – later ook de jongste dochter Anna Maria – amateurtoneel speelden. Wellicht werd hij in zijn nieuwe roeping gestimuleerd door de voorstellingen die de bekende toneelspeler Jan Punt en zijn vrouw tussen 1772-77 in Rotterdam gaven. In 1775 kreeg Bingley een voorlopig contract bij het gezelschap van Marten Corver, dat toen de Rotterdamse Schouwburg bespeelde. Met zijn rol als Theodoor in het blijspel Lucas en Clarisse van Izaak Schmidt maakte hij zoveel indruk, dat hij een vaste aanstelling kreeg. Hij zou tot 1784 bij het Rotterdamse gezelschap blijven spelen. Corver was in 1779 naar Den Haag vertrokken, waarop Bingley samen met anderen het nieuwe gezelschap Nederduitsche Acteurs oprichtte, dat vanaf 1780 de Rotterdamse Schouwburg bespeelde. Door het uitbreken van de Vierde Engels-Nederlandse Oorlog (1780-1784) was de schouwburg vanaf januari 1781 gesloten. Het gezelschap trad daarna op in plaatsen als Leiden, Den Haag, Vlissingen en Middelburg, waar geen toneelverbod gold. Vanaf 1783 werd weer in Rotterdam gespeeld.
In de zomer van 1782 trad Bingley in het huwelijk met Anna Maria Wattier (1760-1814), de oudere zus van Johanna Cornelia Wattier, die van 1778-80 ook aan de Rotterdamse Schouwburg verbonden was geweest en daarna in Amsterdam triomfen vierde. Anna was eveneens actrice, hoewel minder talentvol dan haar zuster. Het echtpaar kreeg vijf kinderen, vier zoons en een dochter. Deze dochter, Joanna Cornelia Bingley (1785-1869), werd eveneens een bekende toneelspeelster, evenals twee van haar dochters.

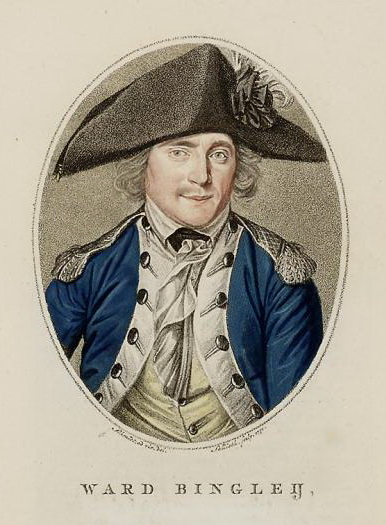
Bingley als ritmeester in De snijder en zijn zoon (M. de Sallieth, 1791)

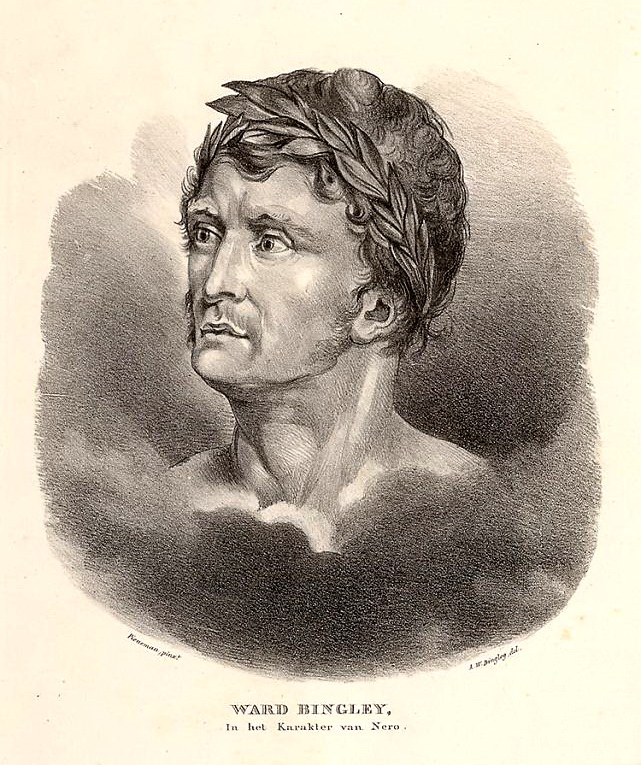
Bingley als Nero in Epicharis en Nero (J.W. Pieneman?, ca. 1800)

Bingley was inmiddels directeur van de Rotterdamse Schouwburg geworden en hoopte door nieuwe investeringen nieuw leven in de kwijnende schouwburg te kunnen blazen. Deze opzet mislukte. De bezoekersaantallen vielen tegen, Bingley werd failliet verklaard en het gezelschap werd in augustus 1784 opgeheven. Bingley verhuisde naar Amsterdam waar hij in oktober 1784 in de Stadsschouwburg debuteerde in de rol van Achilles in het gelijknamige treurspel van Balthazar Huydecoper uit 1719. Een jaar later werd zijn jaarsalaris verhoogd van 900 tot 1100 gulden, mits hij meer zangrollen op zich zou nemen. Nog een jaar later werd ook zijn vrouw Anna Bingley-Wattier bij de Amsterdamse schouwburg aangenomen, waar haar zuster inmiddels eerste toneelspeelster was.
In Amsterdam was Bingley aanvankelijk vooral te bewonderen als tragische held, maar na verloop van tijd legde hij zich steeds meer toe op slechteriken ("tirannen en verraders"). Geleidelijk ontwikkelde hij zich tot de voornaamste tegenspeler van zijn schoonzuster Johanna Cornelia Ziezenis-Wattier (die later van Napoleon Bonaparte het epitaaf "grootste tragedienne van Europa" zou ontvangen). Daarnaast vertaalde hij toneelstukken uit het Engels en Frans, zoals het blijspel Miss in her teens (David Garrick, 1747; vertaald in 1791). De komedie De loterijbriefjes, of de bedrogen schoenlapper was een origineel werk van zijn hand, naar Frans voorbeeld, dat vrij lovende recensies ontving.
Na de Bataafse Omwenteling van 1795 kwam Bingley in conflict met de nieuwe Amsterdamse schouwburgcommissarissen. Hijzelf, zijn echtgenote, zijn schoonzus en enkele andere collega's namen ontslag. Met hen vormde Bingley een reizend gezelschap, de Nationale Nederduitsche Tooneellisten genoemd, waarmee hij onder andere voorstellingen gaf op kermissen in Den Haag en Rotterdam. Van dit gezelschap maakte onder andere de befaamde komiek Frederikus Adrianus Rosenveldt deel uit. Later speelden de Nederduitsche Tooneellisten op woensdag en zaterdag in de Rotterdamse Schouwburg. In de zomermaanden trok het gezelschap verder het land in en speelde in steden als Nijmegen, Groningen en Leeuwarden. Hoewel steractrice Johanna Cornelia Ziezenis-Wattier al spoedig terugkeerde naar Amsterdam, bleef ze regelmatig optreden met haar schoonbroer. Zo schitterden beiden in de klassieke tragedie Epicharis en Nero (Gabriel-Marie Legouvé, 1794; in 1798 vertaald door Pieter Johannes Uylenbroek).
Vanaf 1805 trad het gezelschap steeds vaker op in Den Haag, onder andere in de Nieuwe Haagsche Schouwburg aan het Korte Voorhout, waar het in 1813 vaste bespeler werd, met Bingley als directeur. Vanaf 1815 mocht het gezelschap het predicaat 'koninklijk' voeren: de Koninklijke Zuid-Hollandsche Tooneelisten. Op 10 maart 1818 trad Bingley met zijn schoonzuster Johanna Cornelia Ziezenis-Wattier voor het laatst op voor zijn mecenas, koning Willem I. Zijn rol in de tragedie Maria van Lalain van Jan Nomsz zou zijn laatste zijn. Enkele maanden later overleed hij op 63-jarige leeftijd. Zijn theatergezelschap zou nog bijna zestig jaar voortbestaan.

## Nalatenschap
Bingley kreeg tijdens zijn leven overwegend lovende kritieken, maar de Duitse toneelcriticus Christiaan Frederich Haug vond zijn barse stem soms onverdraaglijk. Hij bewonderde Bingley "als Turksche dwingeland, als trotsche vader, en als held", "maar alle overige rollen, alles wat aandoening en gevoel, wat zagtmoedigheid, vrindschap en vaderliefde betreft, is niet voor Bingley geschapen". Heldenrollen die hij met succes vertolkte waren: Hamlet, Achilles en Philoctetes. Zijn voornaamste schurkenrollen waren: Avogaro (in Gaston en Bayard), Nero, Alva en Parma. 
Van Ward Bingley zijn diverse geschilderde en gegraveerde portretten bewaard gebleven (o.a. van Jan Willem Pieneman), waarvan er zich één in de portrettengalerij van de Stadsschouwburg Amsterdam bevindt, een postume olieverfschildering van Dirk Hillebrand Loeff uit 1910. In de Amsterdamse wijk Slotervaart is een straat naar hem genoemd, de Ward Bingleystraat.
- Biografisch Portaal: 07579300
- Digitale Bibliotheek voor de Nederlandse Letteren: bing002
- International Standard Name Identifier: 0000 0003 8852 955X
- Nederlandse Thesaurus van Auteursnamen: 069938326
- Virtual International Authority File: 281758003